# Jan de Kok
Jan de Kok (Goes, 22 juli 1891 - Voorburg, 10 december 1976) was een Nederlands architect. Hij is voornamelijk bekend van zijn functie als stadsarchitect van Sneek.
Op 1 augustus 1918 treedt De Kok in dienst bij de Gemeente Sneek. Vier jaar later krijgt hij de functie van Directeur Gemeentewerken en wordt hij stadsarchitect. In Sneek is hij verantwoordelijk voor het ontwerp van het Sportpark Leeuwarderweg, dat tegenwoordig op de Rijksmonumentenlijst staat. Verder was hij betrokken bij stadsuitbreidingen in de Noorderhoek, Noordoosthoek, Sperkhem en Het Eiland. Ook diverse andere panden in de stad, waaronder woningen aan de Lemmerweg en Bolswarderweg, staan op zijn naam.
In 1954 neemt hij op 65-jarige leeftijd afscheid en ging hij met pensioen. Burgemeester Ludolf Rasterhoff verleende hem de eremedaille van de stad Sneek.
De Kok verhuist naar Leidschendam en overleed later op 75-jarige leeftijd te Voorburg.